# Фарид Мамадов
Ферид Мемедов (азер. Fərid Məmmədov; Баку, 30. август 1991), азербејџански је певач. Представљао је Азербејџан на Песми Евровизије 2013. са песмом Hold Me, заузевши 2. место.

## Биографија
Фаридов отац, Асиф Мамадов, професионални џудиста и аматерски рок музичар, а мајка Маја, бивша совјетска гимнастичарка, освајачица сребрне медаље. Фарид тренутно студира на Азербејџанском Универзитету културе и уметности.
У детињству је певао у ансамблу, где се издвојио као солиста. Од 8. године се интересује за соул и џез, а као свог узора, наводи Стивија Вондера.
Поред музике, Мамадов такође тренира рвање грчко-римским стилом и капуеро.
Године 2013, представљао је Азербејџан на Песми Евровизије у Малмеу, поставши тако први мушки представник ове земље. Песму са којом се представио, Hold Me у финалу је заузела друго место, са освојена 234. поена (уједно и највећи број поена које је Азербејџан освојио на овом такмичењу). Песму је написао познати грчки композитор и текстописац Димитрис Контопулос, а за сценски наступ је био задужен Фокас Евангелинос, који је такође заслужан и за перформансе Сакиса Руваса и Ани Лорак на претходним Евровизијама.

## Дискографија
- Gəl yanıma (2012)
- İnan (2013)
- Hold Me (2013)
- К Тебе (2013)
- Hər An Yanimda (2014)
- Я Буду Помнить (2014)